# Verilog
Verilog je jazyk pro popis hardware (HDL), slouží pro modelování a návrh elektronických systémů. Jazyk (někdy nazývaný Verilog HDL) podporuje design, verifikaci a realizaci analogových, digitálních a smíšených signálových obvodů s různou úrovní abstrakce.
Návrháři Verilogu chtěli jazyk se syntaxí podobnou syntaxi programovacího jazyka C, poněvadž byl široce známý a kladně přijímaný. Jazyk má preprocesor jako C a hlavní klíčová slova (if/else, while aj.). Mechanismus formátování a priorita operátorů je taktéž podobná.
Jazyk se liší v některých základních bodech. Způsob definice konstant je rovněž rozdílný - je zapotřebí při jejich deklaraci přidat šířku v bitech. Verilog nemá složené datové typy (struktury), ukazatele ani rekurzivní podprogramy.

## Historie
Verilog byl vytvořen Philem Moorbym a Prahbu Goelem během zimy 1983/1984 u Automated Integrated Design Systems (r. 1985 přejmenována na Gateway Design Automation) v roce 1985 jako jazyk pro modelování hardware. Gateway Design Automation byla později odkoupena Cadence Design Systems r. 1990. Gateway má nyní plná vlastnická práva k Verilogu a logickém simulátoru Verilog-XL. S rostoucím úspěchem VHDL se Cadence rozhodla vytvořit jazyk pro otevřenou standardizaci. Přenesla Verilog do veřejné domény pod organizaci Open Verilog International (OVI) (nyní známý jako Accellera). Verilog byl později standardizován IEEE pod číslem 1364-1995. Obyčejně se na něj odkazuje jako na Verilog-95.

## Verilog 2001
Některá rozšíření Verilogu-95 byla IEEE předložena a schválena pod standardem 1364-2001 jako Verilog 2001.

## Verilog 2005
Později byla vydána verze označovaná jako Verilog 2005.

## Příklad
Program Ahoj světe může vypadat např. takto:
```
module top (
    input wire logic sw,
    output     logic led
    );

    always_comb begin
        led = sw;
    end
endmodule

```